# Lakeland (Flórida)
Lakeland é uma cidade localizada no estado americano da Flórida, no condado de Polk. Foi incorporada em 1885.

## Geografia
De acordo com o United States Census Bureau, a cidade tem uma área de 192,4 km², onde 169 km² estão cobertos por terra e 23,4 km² por água.

### Localidades na vizinhança
O diagrama seguinte representa as localidades num raio de 16 km ao redor de Lakeland.

## Demografia
Segundo o censo nacional de 2010, a sua população é de 97 422 habitantes e sua densidade populacional é de 576,3 hab/km². É a localidade mais populosa do condado de Polk. Possui 48 218 residências, que resulta em uma densidade de 285,2 residências/km².

## Lista de marcos
A relação a seguir lista as entradas do Registro Nacional de Lugares Históricos em Lakeland. Aquelas marcadas com ‡ também são um Marco Histórico Nacional.
- Beacon Hill-Alta Vista Residential District
- Biltmore-Cumberland Historic District
- Central Avenue School
- Cleveland Court School
- John F. Cox Grammar School
- Dixieland Historic District
- East Lake Morton Residential District
- Florida Southern College Architectural District‡
- Griffin Grammar School
- Henley Field Ball Park
- Lake Hunter Terrace Historic District
- Lake Mirror Promenade
- Lakeland High School, Old
- Munn Park Historic District
- Oates Building
- Polk Theatre and Office Building
- South Lake Morton Historic District
- Winston School

## Geminações
- Bălţi, Moldávia
- Portmore, Saint Catherine, Jamaica
- Rîbniţa, Rîbniţa, Transnístria [5]
- Richmond Hill, Ontário, Canadá [6]
- Chongming, Xangai, China
- Fengxian, Xangai, China
- Jiaxing, Zhejiang, China
- Imabari, Ehime, Japão [7]